# ジャイアントパルサー
ジャイアントパルサー （GIANT PULSAR）は、Yamasa（山佐）からリリースされたパチスロ機。4号機Aタイプのストック機である。またパルサーシリーズ初の大量獲得機であり（4号機最後の大量獲得機）、ビッグボーナス時は最大711枚を獲得できる。略称はジャイパル。

## 概要
これまで人気を博してきたパルサーシリーズの後継機。前機のキングオブキングパルサー・プレミアムバージョン同様、筐体にはリール上部に超大型液晶「キングディスプレー」が搭載されているが、グラフィックが3D化されており、発展的に継承されている。またシリーズで初めて「3連ボーナス絵柄」を採用し、容易に目押しができるように配慮されている。

## ゲーム性
ストックタイプのゲーム性でST解除がゲームの鍵となっている。

### 解除契機
ST（いわゆる揃わないRT）解除ゲーム数消化
ST解除については「ストックがある状態のテーブル」と「ストックがない状態のテーブル」の2種類が存在し、ストックがある状態の天井ゲーム数は1850ゲームとなっているが、ストックがない状態は内部でボーナスが成立してから解除ゲーム数を決定するため、実質天井はないに等しい。
リプレイ3連、もしくは3連以上成立
ストックがある状態の時にリプレイが3連続で揃うと、設定に関係なく1/4の確率で解除ゲーム数の短縮抽選が行われる。1/4の確率に当選した場合、上記で設定された解除ゲーム数が最大で残り64ゲームまで短縮される。またリプレイが4連、5連…と連続して揃った場合はその都度短縮抽選を行うが、連続して当選した場合はさらに残りゲーム数を短縮する抽選が行われる。言い換えれば、リプレイ3連の1/4で最大64ゲームの前兆状態に入ることになる。
なお、ストックがない状態でリプレイ3連を揃えても解除抽選は行われない。
リプレイ3連が成立すると、リールが暗くなり上部液晶の左右にあるホタルのランプが点灯し、チャンス状態がすぐにわかるようになる。液晶にも月が表示され、チャンス状態の間に月の満ち欠けが表示される。リプレイ3連成立時から約70ゲーム前後継続する。なお、すでにランプが点灯している状態でリプレイが3連成立した場合、リールは一瞬暗くなったあとすぐに元の状態に戻る。
純ハズレ成立確率…1/16384
解除ゲーム数に関係なく、当選後に即解除が確定する。ただしストックがない状態だとボーナスは揃わない。

## 演出

### カエル系
7匹カエル
単独の演出だと「ハズレ」対応。
7匹カエル登場の時、鳴き声が高い時と低い時がある。高い時が「チャンス」状態である。
演出時に何か小役が揃えばボーナス確定となる。
『1リール停止で帰る』、「1リール停止で左右にジャンプするが着地失敗」、「2リール停止で帰る」、「3リール停止で帰る」アクションがあるが、連続で発生すると熱い。「3リール停止でカエルが合唱する」演出はボーナス確定である。
カエルが右から左へ通過
基本的に全ての小役に対応。ナビハズレの場合はボーナス確定となる。ただしオレンジの場合は要目押し。
途中でカエルが後ろを振り向いたり、ジャンプの歩幅が大きい場合は「チャンス」状態である。
- 通過したのが子ガエルの場合は「オレンジ」に対応。
- 通過中、カエルが画面中央でこけた場合は「4枚チェリー」に対応。
- 通過中、カエルが画面左端でこけた場合は「2枚チェリー」に対応。
- こけ方が激しい時（前転してこける）は「チャンス」状態。

一度左に消えていったカエルが左側から登場した時は、ボーナス確定である。
蓮の葉の上に子ガエル
「オレンジ」に対応。
ナビハズレの場合はボーナス確定となる（要目押し）。
カエル演出が5回連続で発生すると、ほぼボーナス確定となる。このカエル演出5連続でほぼボーナス確定となる点はキングパルサーから引き継がれた演出でもある。
大ガエル（3匹）
登場しただけでボーナス確定となる。
特大ガエル
登場しただけでビッグボーナス確定となる。

### カエル以外
波紋
大と小がある
蓮の葉（子ガエルなし）
「ハズレ」を含めて全ての小役に対応。
画面右から左へホタル飛来
「リプレイ」に対応。
2連続で「リプレイ」を揃えた直後にこの演出が発生すると「チャンス」状態。
バウンドストップ
リール停止時にリール自体が「ブルッ」と震える演出。
- 第1停止リールで発生した時は「リプレイ」対応。
- 第2停止リールで発生した時は「ベル」対応。
- 第3停止リールで発生した時は「オレンジ」対応（要目押し）。

バウンドストップが発生しても小役が揃わない場合はボーナス確定となる。ただし、オレンジの取りこぼしは除く。

## ビッグボーナス成立時のプレイ方法
成立役は液晶画面にナビされた絵柄を揃える。
15枚役（G・ベル・ベル）の場合は、3連ボーナス絵柄 (G) を目押しする。あとは適当押しでよい。また「ベル」は順押しで必ず揃う。「チェリー」、「オレンジ」は目押しが必要となる。
3連絵柄をビタ押しすると、左リールがバウンドストップして「ブルッ」と震え、リールのフラッシュも伴う。ビタ押しを続けると、液晶左右のカエルが徐々に姿を変えて、「王様ガエル」、「メタルカエル」のどちらかに変身する。ただし変身しても特典は特に用意されていない。
リプレイ外し
「JAC IN」のナビが表示された時のリプレイ外しについて。
「アシスト外し」…中リール、右リールを適当に押し、「3連ボーナス絵柄」を狙うと、75%の確率でリプレイ外しに成功する。
『ビタ外し』…同じく中右リールは適当押し、「3連ボーナス絵柄」をビタ押しで揃えると、100%リプレイ外しが成功する。
獲得枚数平均で600枚前後。最大711枚獲得可能。
JACゲーム中
JACゲーム中はカエルの押し順ナビが発生。全てナビ通りに消化すると、最後の獲得枚数発表画面にオーロラが発生する。通常は「白」だが、「赤」もしくは「レインボー」オーラの場合は、次回は早いゲーム数でボーナス獲得が期待できる。なお、押し順を無視するとオーラは表示されないが、「JAC絵柄」はどんな押し順でも獲得できる。まれにJACハズレも発生する。なおレギュラーボーナス時は押し順ナビは発生しない。
チャンスゾーン
ボーナスゲーム終了後は『チャンスゾーン』となり、左右のホタルランプが点灯。画面には満月が表示され、ゲーム消化ごとに月が欠けてゆく。だいたい128ゲーム前後（最大131G）継続する。リプレイ3連時と違ってリールは明るいままとなる。またリプレイ3連が成立してもリールは一瞬暗くなるが、すぐに明るくなる。

## ゲーム機
本機種はPlayStation 2に移植され、系列会社のヤマサエンタテイメントより「山佐デDigiワールドSP ジャイアントパルサー」として発売された。
また、パソコン用ソフトとして「山佐DigiライトSP」としても発売されている。

## 野球
2011年千葉ロッテマリーンズの応援歌のホームランテーマとして赤7JACゲームのBGMを使用している。